# Kersa (woreda, Jimma)
Pour les articles homonymes, voir Kersa.
Kersa  (en oromo : Qarsaa) est un woreda de l'ouest de l'Éthiopie situé dans la zone Jimma de la région Oromia. Il a 165 391 habitants en 2007 et son centre administratif est Siribo ou Serbo.
Entouré dans la zone Jimma par Limmu Kosa, Tiro Afeta, Omo Nada, Dedo, Seka Chekorsa et Mana, le woreda est bordé au sud par la rivière Gilgel Gibe, un affluent majeur de la rivière Gibe ou Ghibie dans le bassin versant de l'Omo.
Le centre administratif du woreda peut s'appeler Siribo ou Serbo. Il se trouve 19 km à l'est de Jimma sur la route en direction d'Addis-Abeba, et à près de 1 800 m d'altitude.
Le recensement national de 2007 fait état pour le woreda d'une population totale de 165 391 habitants dont 3 % de citadins.
Avec 5 426 habitants, Siribo est la seule agglomération recensée.
La majorité des habitants du woreda (89 %) sont musulmans, 10 % sont orthodoxes et 1 % sont protestants.
En 2022, la population du woreda est estimée à 234 886 personnes avec une densité de population de 242 personnes par km2 et 971 km2 de superficie.